# Majaczewice
Majaczewice – wieś w Polsce, położona w województwie łódzkim, w powiecie sieradzkim, w gminie Burzenin.
W latach 1975–1998 miejscowość administracyjnie należała do województwa sieradzkiego. 

## Integralne części wsi
| SIMC    | Nazwa    | Rodzaj    |
| ------- | -------- | --------- |
| 0701027 | Kołek    | część wsi |
| 0701033 | Łęg      | część wsi |
| 0701040 | Podwórze | część wsi |
| 0701056 | Zarośle  | część wsi |

## Historia
Wieś wymieniono w źródłach pisanych w 1392 r. W XIV w. było to gniazdo rodowe Majaczewskich. W XVI w. znana była z pokładów rudy darniowej i kuźnic. W XVI w. wieś została własnością Bużeńskich, w 1638 r. Pstrokońskich, a w 1771 r. Korabitów Kobierzyckich. W 1827 r. w 7 domach mieszkało 82 mieszkańców. W XIX w. funkcjonowały tu: młyn, gorzelnia, browar i piec do wypalania wapienia. 
W 1940 żydowskich mieszkańców wsi wywieziono do getta w Zduńskiej Woli.
W latach 1965–1966, na polach W. Czarnockiego, natrafiono na liczne zgrupowanie ceramiki średniowiecznej datowanej na XII–XIII w. 
Do 1953 roku istniała gmina Majaczewice. W latach 1975–1998 miejscowość administracyjnie należała do województwa sieradzkiego. 
Wieś położona w odległości 3 km na południe od Burzenina nad Wartą. Mieszka tu 188 osób w 64 gospodarstwach. W skład sołectwa wchodzi także wioska Zarośle. Sołectwo obejmuje 565 ha. Ma walory turystyczne, wśród nich 18-metrowy stok brzegu Warty. Zachował się piec do polowego wypalania wapna.

## Ochrona przyrody
Pomniki przyrody w Majaczewicach:
- grusza pospolita o obwodzie 227 cm
- lipa drobnolistna o obwodzie 253 cm